# Lori Sandri
Lori Sandri (Encantado, 29 januari 1949 - Curitiba, 3 oktober 2014) was een Braziliaans voetballer die als middenvelder speelde.

## Carrière
Sandri begon zijn carrière in 1969 bij Rio Branco SC en speelde tussen 1970 en 1976 voor CA Seleto, Club Athletico Paranaense, Londrina EC en EC Pinheiros (Paraná). 